# Star-Club (Hambourg)

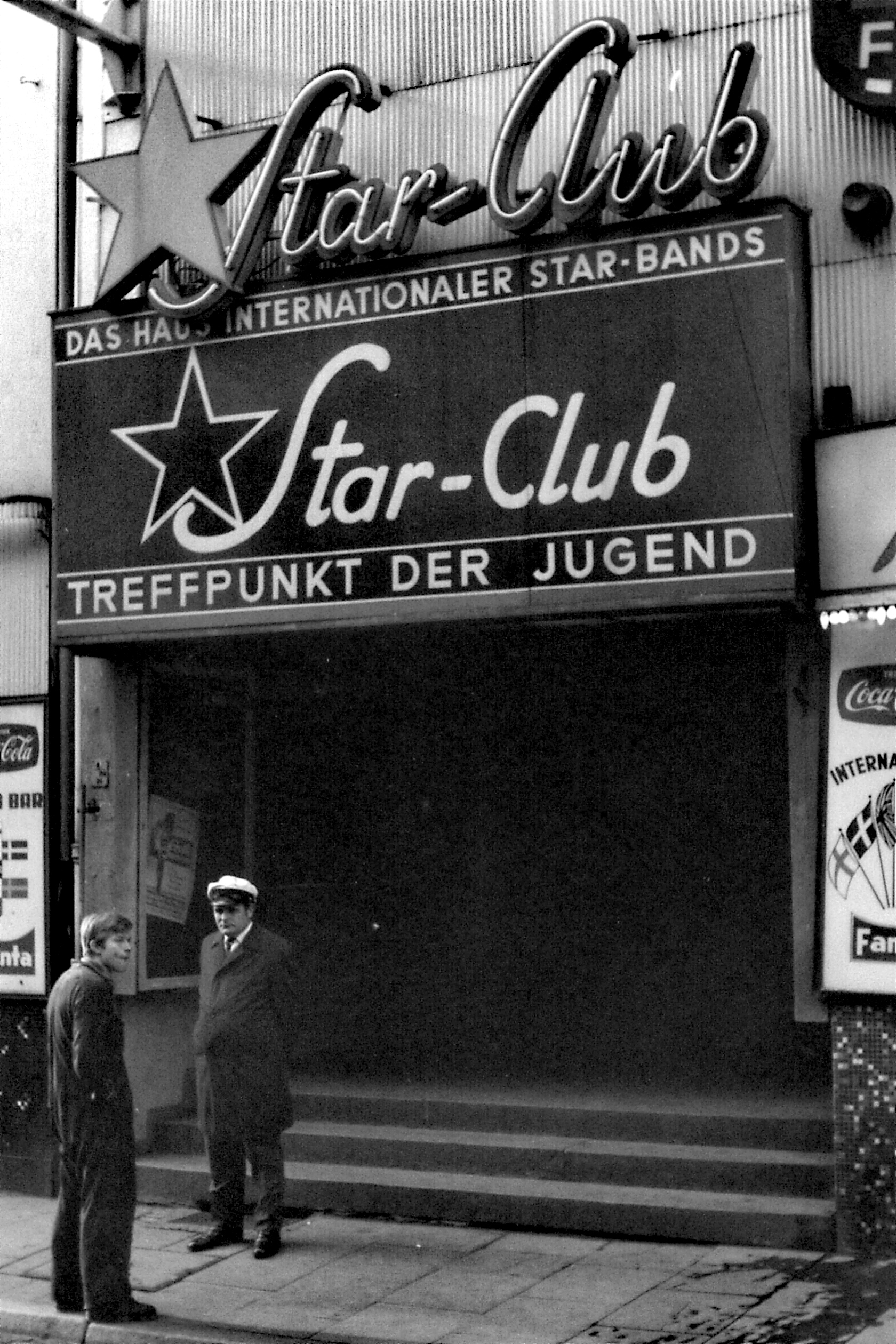
Entrée du Star Club, vers 1968.

Le Star-Club était une salle de danse et de concert qui a été dans les années 1960 le plus illustre temple du rock'n'roll à Hambourg, en Allemagne de l'Ouest. Il est entré dans l'histoire comme ayant été un des lieux où a démarré la légende des Beatles, et comme étant devenu célèbre grâce à eux.

## Les origines

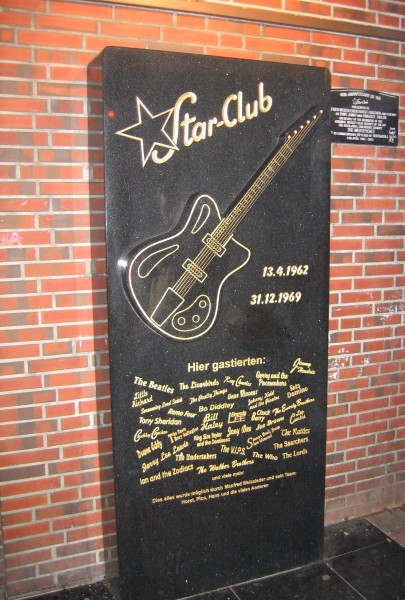
Plaque commémorative fixée à l'emplacement de l'ex-Star-Club.

Traditionnellement ouverte aux influences maritimes et anglo-américaines, la cité hanséatique de Hambourg était prédisposée à faire bon accueil à la musique rock. De petits clubs spécialisés apparaissent dès 1960 dans le « quartier chaud » de Sankt Pauli, attirent une clientèle composite mais experte, mêlant Halbstarken en cuir noir, étudiants cravatés et jeunes artistes et intellectuels. Hambourg est le premier lieu en Europe continentale où le rock devient, plus qu'un divertissement, une culture.
À la suite de Tony Sheridan, viennent régulièrement s'y produire des musiciens et groupes anglais, surtout de Liverpool, autre ville portuaire. Parmi eux, les Beatles, qui se créent à Hambourg un noyau de fans avant même d'être connus à Londres.
Rapidement, les petits clubs d'origine situés sur la rue Große Freiheit, comme l'Indra Club ou la Kaiserkeller, et même le Top Ten Club fondé sur l'avenue Reeperbahn, s'avèrent bien trop étroits pour répondre à la demande des jeunes.
Début 1962, Horst Fascher, ex-gérant du Top Ten Club, s'associe avec Manfred Weissleder, propriétaire de divers établissements à Sankt Pauli, dont des cinémas, et lui propose de transformer l'un d'eux, le Stern-Kino, au no 39 de Große Freiheit, en salle de spectacle dédiée au rock.
Peu de modifications seront nécessaires pour cela, le Star-Club gardera la typique disposition d'un cinéma de moyenne dimension, avec un large balcon. Les sièges devant la scène sont démontés pour ménager une surface où on est censé pouvoir danser, et où en fait les spectateurs debout s'entassent par centaines. L'entrée est réservée aux plus de 16 ans, et à partir de 22 heures aux plus de 18 ans.

## L'entrée dans la légende

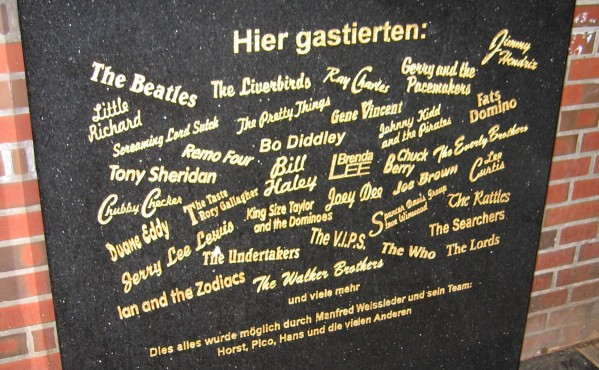
Détail de la plaque listant les principaux artistes qui se sont produits au Star-Club. Elle comportait initialement des erreurs (les Who n'y ont jamais joué, Jimi Hendrix était prénommé « Jimmy »), corrigées depuis.

Le Star-Club ouvre le 13 avril 1962 avec en vedette les Beatles, qui y jouent sept semaines durant jusqu'au 31 mai, à raison de deux sets complets par soirée, alors avec Pete Best à la batterie. Ils y reviennent du 1er au 14 novembre, cette fois dans leur composition définitive puisque Ringo Starr a pris la place de Best au mois d'août, puis une troisième et dernière fois du 18 au 31 décembre 1962. À ce moment, les Beatles ont déjà obtenu un premier succès marquant avec Love Me Do et sont à la veille de devenir des superstars dans leur pays, puis bientôt dans toute l'Europe, et un an plus tard dans le monde entier. Lors de leur dernier passage, un enregistrement amateur est fait et sera commercialisé en 1977 sous le titre Live! at the Star-Club in Hamburg, Germany; 1962.
C'est au Star-Club que les Beatles ont définitivement mis au point leur capacité à capter l'enthousiasme de publics non- (ou imparfaitement) anglophones, et ont commencé à mêler aux sempiternelles reprises de rockabilly des compositions de leur cru.
La Beatlemania va faire rétrospectivement du Star-Club un lieu mythique, un but de pèlerinage. On y vient de toute l'Allemagne de l'Ouest, mais aussi des Pays-Bas, de France, de Scandinavie… et même d'Angleterre, car son statut de légende lui assure une programmation constamment de haute qualité.
Les plus grands groupes britanniques de l'époque ont à cœur de venir se faire entendre dans son ambiance torride, notamment The Searchers, Johnny Kidd & the Pirates, Screaming Lord Sutch, Gerry & the Pacemakers, Georgie Fame, les Pretty Things, Rory Gallagher, Black Sabbath, Cream, Jimi Hendrix etc. Les vétérans du rock américain ne sont pas en reste, Bill Haley, Chuck Berry, Little Richard, Gene Vincent, Ray Charles, Bo Diddley, Johnny and the Hurricanes, Duane Eddy, Fats Domino, Brenda Lee, Chubby Checker, The Everly Brothers, et Jerry Lee Lewis qui y enregistre en 1964 son magistral album Live at the Star Club, Hamburg publié par Philips.

## La fin
Vers la fin des années 1960, le Star-Club devient trop petit pour s'adapter à l'énorme gonflement du marché des amateurs de rock et donc pour attirer des stars. C'est déjà le temps des festivals géants, des concerts dans les stades. Le Star-Club donne sa dernière soirée le dernier jour de la décennie, le 31 décembre 1969, avec un concert de Hardin & York, petit groupe britannique surtout populaire en Allemagne de l'Ouest.
Lui a succédé dans les murs le théâtre Salambo, également célèbre en son temps mais pour d'autres raisons, étant spécialisé dans les spectacles pornographiques, en cela plus conforme à la vocation traditionnelle du quartier. Dans les années 1980, l'immeuble fut laissé à l'abandon, et démoli à la suite d'un incendie en 1987. Se trouve depuis lors à l'adresse Große Freiheit 39 une construction neuve en brique, avec des bars en rez-de-chaussée. Seule une plaque commémorative gravée rappelle que se trouvait là le légendaire Star-Club.
Horst Fascher, gérant du Star-Club historique, ouvrira le 15 décembre 1978 sous la même enseigne un club situé Alter Steinweg 43, dans le quartier plus central de Großneumarkt. Ce second Star-Club, orienté sur le rock rétro (Bill Haley y vint, peu avant sa mort) n'aura qu'une carrière éphémère. La zone était en voie de rénovation, les autorités exigèrent des travaux d'aménagement d'un coût disproportionné ainsi que la réduction du volume sonore, et interdirent même de jouer live après 22 heures. Ce Star-Club no 2 ferme définitivement le 2 juin 1980.